# سماح علام
سماح علام عبد الله القائد، إعلامية بحرينية، من مواليد المحرق 1980م. تعمل حاليا في مجال الاعلام المقروء والمرئي، وتشغل وظيفة رئيسة قسم الأسرة والمجتمع بصحيفة الوطن. خريجة قسم الاعلام والعلاقات العامة بجامعة البحرين. عملت في العديد من الأقسام التحريرية لأكثر من عشرة أعوام. وهي ابنة الشاعر علام عبد الله. متزوجه ولديها ابن.